# Ann Winterton
Pour les articles homonymes, voir Winterton (homonymie).
Jane Ann, Lady Winterton (née Hodgson ; le 6 mars 1941 à Sutton Coldfield) est une femme politique du Parti conservateur britannique qui est députée de Congleton de 1983 à 2010. Elle est mariée à Sir Nicholas Winterton, également ancien député conservateur.

## Carrière parlementaire
Elle fait ses études à l'Erdington Grammar School for Girls. À la suite de son élection pour représenter Congleton en 1983, elle est membre de plusieurs comités restreints, dont celui de l'agriculture (1987–1997), du comité du président (1992–1998) et de la National Drug Strategy (1998–2001), de la sécurité sociale (2000– 2001) et le Panel des projets de loi sans opposition depuis 1997. Elle est représentante de l'Organisation pour la sécurité et la coopération en Europe et patronne de la Société nationale du Cheshire pour la prévention de la cruauté envers les enfants . Elle est également présidente de la Congleton Pantomime Society.
En février 2004, elle est exclue du groupe conservateur pour avoir raconté une blague qui faisait allusion à la mort récente de vingt-trois cueilleurs de coques chinois immigrés illégaux dans la baie de Morecambe, lors d'un dîner privé à Whitehall pour améliorer les relations entre le Danemark et le Royaume-Uni. 
Un mois plus tard, Winterton s'est excusé pour la blague et réintègre le groupe. John Taylor (baron Taylor de Warwick), le seul pair conservateur noir de la Chambre des lords, critique la décision de la réintégrer et déclare qu'elle n'est pas apte à être députée .

## Scandale des dépenses des députés
Avec Nicholas Winterton, Ann Winterton fait l'objet d'une enquête du commissaire parlementaire aux normes, qui conclut qu'ils ont abusé des remboursements de dépenses pour payer le loyer d'un appartement qu'ils avaient déjà acheté. Les Winterton ont transféré la propriété de l'appartement dans une fiducie familiale pour éviter le seuil des droits de succession. Depuis 2002, ils payaient un loyer pour vivre dans l'appartement sur leurs dépenses de députés . Le 25 mai 2009, il est annoncé que les deux Winterton ne se représenteraient pas comme députés aux élections générales suivantes .